# براخباخ
براخباخ (به آلمانی: Brachbach) یک شهر در آلمان است که در راینلاند-فالتس واقع شده‌است.

## خصوصیات
براخباخ ۲٬۴۲۸ نفر جمعیت دارد.